# Reinhard Entholt
Reinhard Fritz Entholt (* 31. Juli 1921 in Bremen; † 14. März 2013 in Bremen) war ein deutscher Jurist und Bankdirektor.

## Biografie
Entholt studierte Rechtswissenschaften und promovierte zum Dr. jur. Er war 23 Jahre lang Mitarbeiter der Bremer Landesbank davon 18 Jahre als Mitglied des Vorstandes und ab 1976 als Vorstandsvorsitzender.
Er war von 1980 bis 1990 Bauherr in der bremischen Kirche der Gemeinde St. Ansgarii in Schwachhausen.
Er war Mitglied, Vorstand und Ehrenvorstand der Wittheit zu Bremen und von 1969 bis 1972 Stellvertretender Aufsichtsratsvorsitzender der Brebau. 
Ehrungen
- Er war 1979 Erster Schaffer der Schaffermahlzeit:

## Werke
- Sicherungsbetrug und Sicherungserpressung, 1951
- Der gewöhnliche Aufenthalt im Internationalen Privatrecht. In: Neue Juristische Wochenschrift, Frankfurt am Main, 1952